# Leopold Rottmann
Leopold Rottmann (2. oktober 1812 i Heidelberg – 26. marts 1881 i München) var en tysk landskabsmaler, bror til Carl Rottmann.
Rottmann malede, især i akvarel, mange bjerglandskaber, mere naturalistisk gennemførte end brorens. Han gjorde sig også fortjent ved udgivervirksomhed (Ornamente an der Bauwerken Münchens [1845—49] med mere).